# شكري بشارة
شكري أسعد شكري بشارة (7 أكتوبر 1948 – ) اقتصادي فلسطيني، شغل منصب وزير وزارة المالية في الحكومات الفلسطينية بين عامي 2013 و2024.

## التحصيل العلمي
وُلد شكري أسعد شكري بشارة لأسرة فلسطينية مسيحية من بلدة ترشيحا شمال فلسطين المحتلة. حصل على درجة البكالوريوس في علم الاقتصاد من الجامعة الأمريكية في بيروت، وشهادتي ماجستير في الاقتصاد وإدارة الأعمال من جامعة لندن.

## الحياة العملية
تسلم بشارة عدة مناصب في شركات عربية وفلسطينية، حيث شغل منصب رئيس مجلس إدارة بنك الإسكان. في عام 1979 انضم بشارة إلى البنك العربي وعمل في فروعه في أوروبا حتى 1995، ثم عاد ليعمل في فروعه بفلسطين حتى عام 2002. في عام 2006، عُين رئيسًا لمجلس إدارة صندوق الاستثمار الفلسطيني.
في 6 يونيو 2013، أدى بشارة اليمين الدستورية وزيرًا للمالية ضمن حكومة رامي الحمد الله الأولى، واستمر في المنصب في حكومته الثانيةوالثالثة بالإضافة إلى حكومة محمد اشتية حتى 31 مارس 2024.